# Remo Zumstein

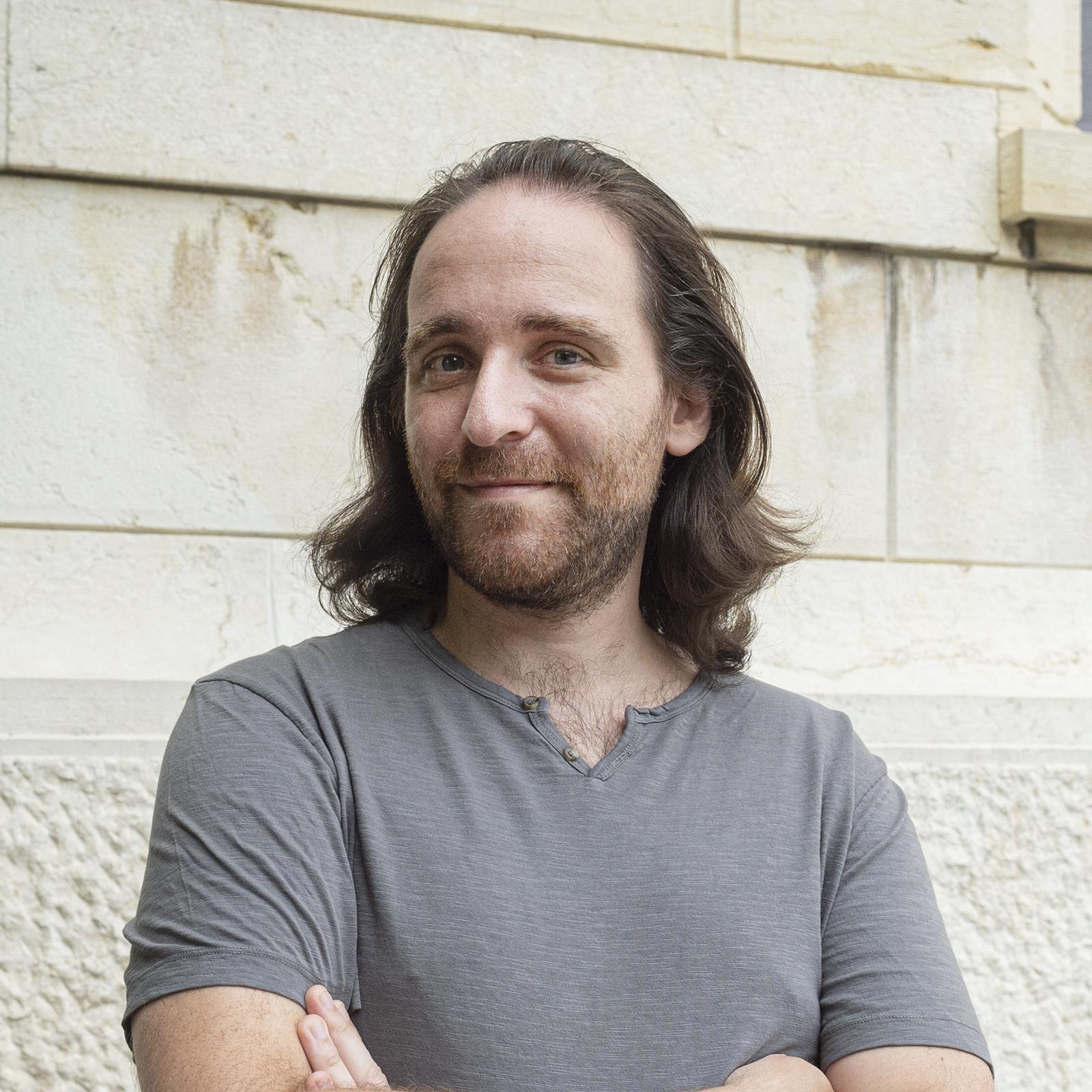
Remo Zumstein (2021)

Remo Zumstein (* 7. August 1988 in Burgdorf BE) ist ein Schweizer Slam-Poet, Sprachkünstler und Kabarettist.

## Leben
Remo Zumstein wuchs in Burgdorf BE auf. Nach dem Besuch des dortigen Gymnasiums studierte er Germanistik und Anglistik, später als Zweitstudium Klassische Philologie an der Universität Bern. Von 2015 bis 2017 arbeitete er als Korrektor. Seitdem arbeitet er als selbstständiger Künstler in Köniz.
Seit 2007 tritt er an Poetry-Slams und Kleinkunstveranstaltungen auf und leitet Schreibworkshops. Seit 2013 entwickelt Zumstein mit dem Burgdorfer Gitarristen Michael Kuster Abendprogramme. Im selben Jahr wurde er mit dem Kulturförderpreis der Burgergemeinde Burgdorf ausgezeichnet.
2015 wurde er an den Schweizermeisterschaften im Poetry-Slam in Zürich durch Stichentscheid Zweitplatzierter hinter Christoph Simon. Im gleichen Jahr nahm er an der Europameisterschaft in Tartu teil, wo er bis ins Halbfinale vordringen konnte. 2016 gewann er die Poetry-Slam-Schweizermeisterschaft in St. Gallen. 2017 wurde er erneut Vize-Schweizermeister und gewann an den Oltner Kabaretttagen die Auszeichnung „Sprungfeder“. 2018 trat er im Zürcher Hallenstadion als Finalist an den Deutschsprachigen Poetry-Slam-Meisterschaften auf. 2019 gründete Zumstein zusammen mit Peter Heiniger das Slam-Team „Terracotta Forellenquintett“ und wurde an den Poetry-Slam-Schweizermeisterschaften in Luzern Vizemeister in der Teamdisziplin. 2022 erlangten Zumstein und Heiniger an den Poetry-Slam-Schweizermeisterschaften in Bern den Meistertitel in der Teamdisziplin.

## Auszeichnungen

### Einzelkünstler
- Kulturförderpreis der Burgergemeinde Burgdorf, 2013
- Poetry-Slam-Vizeschweizermeister (Zürich), 2015
- Poetry-Slam-Schweizermeister (St. Gallen), 2016[8]
- Poetry-Slam-Vizeschweizermeister (Olten), 2017
- Gewinner des Nachwuchswettbewerbs „Sprungfeder“ an den Oltner Kabaretttagen, 2017
- Doppelsieg Kleinkunstfestival „Die Krönung“ in Burgdorf und Aadorf, 2018[9]
- Poetry-Slam-Vizeschweizermeister (Winterthur), 2024

### Terracotta Forellenquintett
- Poetry-Slam-Vizeschweizermeister (Luzern, Teamdisziplin), 2019
- Poetry-Slam-Schweizermeister (Bern, Teamdisziplin), 2022